# أولاد نجاع (الخالفية)
أولاد نجاع هي إحدى مشيخات المملكة المغربية، تتبع جغرافيا لإقليم الفقيه بن صالح وإداريًا لالخالفية. يقدر عدد سكانها بـ 2155 نسمة حسب الإحصاء الرسمي للسكان والسكنى لسنة 2004.